# Urszula Radwańska
Urszula Radwańska (Ahaus, Németország, 1990. december 7. –) négyszeres junior Grand Slam-tornagyőztes lengyel teniszezőnő, olimpikon.
2005-ben kezdte profi pályafutását. Egy páros WTA-tornát, valamint öt egyéni és 11 páros ITF-tornát nyert meg. Legjobb egyéni világranglista-helyezése ötvennegyedik volt, ezt 2012 júniusában érte el, párosban a 74. helyen állt 2009 szeptemberében.
Kedvenc borítása a fű, amin 2007-ben egyéniben és párosban is junior wimbledoni teniszbajnokságot tudott nyerni, 2007-ben emellett még két páros junior Grand Slam-címet szerzett, miután első lett a Roland Garroson és a US Openen is. A juniorok között párosban 2007-ben majdnem teljesítette  Grand Slam-et, a három győzelme mellett döntős volt a Australian Openen. Egyéniben is volt még egy döntője ebben az évben a US Openen.
A felnőttek között a Grand Slam-tornákon egyéniben csak a 2. körig jutott, de azt mind a négy tornán elérte, és összesen kilenc alkalommal jutott odáig. Párosban a legjobb eredményét 2009-ben a Roland Garroson érte el, amikor a negyeddöntőbe jutott.
2006–2015 között 30 alkalommal játszott Lengyelország Fed-kupa-válogatottjában.
Lengyelország képviseletében egyéniben és párosban is részt vett a 2012-es londoni olimpián.
Nővére, Agnieszka Radwańska szintén sikeres teniszező.

## Junior Grand Slam döntői

### Egyéni

#### Győzelmek (1)
| Év   | Bajnokság | Borítás | Ellenfél        | Eredmény      |
| ---- | --------- | ------- | --------------- | ------------- |
| 2007 | Wimbledon | Fű      | Madison Brengle | 2–6, 6–3, 6–0 |

#### Elveszített döntői (1)
| Év   | Bajnokság | Borítás | Ellenfél        | Eredmény         |
| ---- | --------- | ------- | --------------- | ---------------- |
| 2007 | US Open   | Kemény  | Kristína Kučová | 3–6, 6–1, 6–7(4) |

#### Páros

##### Győzelmek (3)
| Év   | Bajnokság     | Borítás | Partner                     | Ellenfél                             | Eredmény         |
| ---- | ------------- | ------- | --------------------------- | ------------------------------------ | ---------------- |
| 2007 | Roland Garros | Salak   | Kszenija Milevszkaja        | Sorana Cîrstea Alexa Glatch          | 6–1, 6–4         |
| 2007 | Wimbledon     | Fű      | Anasztaszija Pavljucsenkova | Doi Miszaki Nara Kurumi              | 6–4, 2–6, [10–7] |
| 2007 | US Open       | Kemény  | Kszenija Milevszkaja        | Okszana Kalasnikova Kszenyija Likina | 6–1, 6–2         |

##### Elveszített döntők (1)
| Év   | Bajnokság       | Borítás | Partner     | Ellenfél                           | Eredmény      |
| ---- | --------------- | ------- | ----------- | ---------------------------------- | ------------- |
| 2007 | Australian Open | Kemény  | Julia Cohen | Jevgenyija Rogyina Arina Rodionova | 6–2, 3–6, 1–6 |

## WTA döntői

### Egyéni

#### Elveszített döntői (2)
|    | Dátum            | Torna                         | Borítás | Ellenfél a döntőben | Eredmény a döntőben | Eredmény a döntőben |
| 1. | 2012. június 23. | UNICEF Open, ’s-Hertogenbosch | Fű      | Nagyja Petrova      | 4–6, 3–6            |                     |
| 2. | 2015. július 26. | Istanbul Cup, Isztambul       | Kemény  | Leszja Curenko      | 5–7, 1–6            |                     |

### Páros

#### Győzelmei (1)
| Összesítés           |                        |
| Grand Slam-torna (0) |                        |
| Tier I (0)           | Premier Mandatory* (0) |
| Tier II (0)          | Premier Five* (0)      |
| Tier III (1)         | Premier* (0)           |
| Tier IV (0)          | International* (0)     |
| Tier V (0)           | Challenger* (0)        |
| WTA Finals (0)       |                        |

* 2009-től megváltozott a tornák rendszere.
 Az egymás mellett azonos színnel jelölt tornatípusok között nincs teljes mértékű megfelelés.
|    | Dátum           | Torna                   | Borítás | Partner             | Ellenfelek a döntőben        | Eredmény a döntőben | Eredmény a döntőben |
| 1. | 2007. május 21. | Istanbul Cup, Isztambul | Salak   | Agnieszka Radwańska | Csan Jung-zsan Szánija Mirza | 6–1, 6–3            |                     |

## ITF-döntői

### Egyéni: 18 (7−11)
| $100,000 torna       |
| $75,000/80,000 torna |
| $50,000/60,000 torna |
| $25,000 torna        |
| $10,000 torna        |

| Eredmény | No. | Dátum                | Torna                                   | Borítás    | Ellenfél            | Eredmény          |
| -------- | --- | -------------------- | --------------------------------------- | ---------- | ------------------- | ----------------- |
| Győztes  | 1.  | 2006. április 2.     | Bath, Egyesült Királyság                | Kemény     | Valérie Tétreault   | 7–6(6), 6–2       |
| Döntős   | 1.  | 2006. május 14.      | Varsó, Lengyelország                    | Salak      | Natalia Kołat       | 6–3, 5–7, 1–6     |
| Döntős   | 2.  | 2007. november 18.   | Kunming, Kína                           | Kemény     | Yanina Wickmayer    | 5–7, 4–6          |
| Győztes  | 2.  | 2008. július 28.     | Vancouver, Kanada                       | Kemény     | Julie Coin          | 2–6, 6–3, 7–5     |
| Döntős   | 3.  | 2008. december 20.   | Dubaj, Egyesült Arab Emírségek          | Kemény     | Vitalija Gyjacsenko | 5–7, 6–2, 5–7     |
| Döntős   | 4.  | 2010. október 18.    | Saint-Raphaël, Franciaország            | Kemény     | Alison Riske        | 4–6, 2–6          |
| Győztes  | 3.  | 2010, november 7.    | Ismaning, Németország                   | Szőnyeg    | Andrea Hlaváčková   | 7–5, 6–4          |
| Győztes  | 4.  | 2012. június 9.      | Nottingham, Egyesült Királyság          | Fű         | Coco Vandeweghe     | 6–1, 4–6, 6–1     |
| Döntős   | 5.  | 2014. október 13.    | Joué-lès-Tours, Franciaország           | Kemény (f) | Carina Witthöft     | 3–6, 6–7(6)       |
| Döntős   | 6.  | 2018. április 23.    | Óbidos, Portugal                        | Szőnyeg    | Katie Boulter       | 6–4, 3–6, 3–6     |
| Győztes  | 5.  | 2019. január 20.     | Petit-Bourg, Franciaország (Guadeloupe) | Kemény     | Ana Sofía Sánchez   | 6–1, 2–6, 6–1     |
| Döntős   | 7.  | 2019. március 17.    | Kazany, Oroszország                     | Kemény (f) | Jelena Ribakina     | 2–6, 3–6          |
| Döntős   | 8.  | 2019. május 12.      | Óbidos, Portugália                      | Szőnyeg    | Pemra Özgen         | 5–7, 0–3, feladta |
| Győztes  | 6.  | 2019. szeptember 29. | ITF Clermont-Ferrand, Franciaország     | Kemény (f) | Lara Salden         | 6–7(2), 6–3, 6–1  |
| Döntős   | 9.  | 2019. december       | ITF Solarino, Olaszország               | Szőnyeg    | Indy de Vroome      | 1–6, 2–6          |
| Győztes  | 7.  | 2021. február 28.    | ITF Moscow, Oroszország                 | Kemény (f) | Julija Hatovka      | 4–6, 6–3, 6–4     |
| Döntős   | 10. | 2021. március 14.    | ITF Kazan, Oroszország                  | Kemény (f) | Julija Hatovka      | 6–7(6), 6–4, 4–6  |
| Döntős   | 11. | 2022. november 13.   | Calgary, Kanada                         | Kemény (f) | Robin Montgomery    | 6–7(6), 5–7       |

### Páros 16 (11−5)
| $100,000 torna |
| $75,000 torna  |
| $50,000 torna  |
| $25,000 torna  |
| $10,000 torna  |

| Eredmény | No. | Dátum               | Torna                           | Borítás    | Partner             | Ellenfél                             | Eredmény         |
| -------- | --- | ------------------- | ------------------------------- | ---------- | ------------------- | ------------------------------------ | ---------------- |
| Győztes  | 1.  | 2005. augusztus 14. | Gdynia, Lengyelország           | Salak      | Agnieszka Radwańska | Katerina Avdiyenko Natalia Bogdanova | 6–1, 6–1         |
| Győztes  | 2.  | 2005. augusztus 21. | Kędzierzyn-Koźle, Lengyelország | Salak      | Agnieszka Radwańska | Renata Voráčová Sandra Záhlavová     | 6–1, 6–4         |
| Döntős   | 1.  | 2005. október 30.   | Isztambul, Törökország          | Kemény     | Agnieszka Radwańska | Gubacsi Zsófia Marija Koritceva      | 3–6, 3–6         |
| Döntős   | 2.  | 2005. november 6.   | Minszk, Fehéroroszország        | Szőnyeg    | Agnieszka Radwańska | Kacjarina Dzehalevics Darja Kusztava | 3–6, 3–6         |
| Győztes  | 3.  | 2006. február 19.   | Buchen, Németország             | Szőnyeg    | Katerina Avdiyenko  | Lucie Kreigsmanova Zuzana Zálabská   | játék nélkül     |
| Győztes  | 4.  | 2006. április 2.    | Bath, Egyesült Királyság        | Kemény     | Martina Babáková    | Marie-Perrine Baudouin Karla Mraz    | 6–3, 6–1         |
| Döntős   | 3.  | 2006. május 13.     | Varsó, Lengyelország            | Salak      | Justine Ozga        | Irina Kuzmina Okszana Tyepljakova    | 0–6, 1–6         |
| Döntős   | 4.  | 2007. február 10.   | Tipton, Egyesült Királyság      | Kemény (f) | Kszenyija Likina    | Kim Kilsdonk Elise Tamaëla           | 3–6, 3–6         |
| Győztes  | 5.  | 2007. február 18.   | Biberach, Németország           | Kemény     | Nyina Bratcsikova   | Darija Jurak Sandra Martinović       | 6–2, 6–0         |
| Győztes  | 6.  | 2007. augusztus 18. | Bronx, Egyesült Államok         | Kemény     | Lucie Hradecká      | Marija Koritceva Darja Kusztava      | 6–3, 1–6, 6–1    |
| Győztes  | 7.  | 2007. november 18.  | Kunming, Kína                   | Kemény     | Yanina Wickmayer    | Han Hszin-jün Hszü Ji-fan            | 6–4, 6–1         |
| Győztes  | 8.  | 2008. november 9.   | Krakkó, Lengyelország           | Kemény     | Angelique Kerber    | Olga Brózda Sandra Zaniewska         | 6–3, 6–2         |
| Döntős   | 5.  | 2010. október 11.   | Tokió                           | Kemény     | Olha Szavcsuk       | Jill Craybas Tamarine Tanasugarn     | 3–6, 1–6         |
| Győztes  | 9.  | 2011. július 8.     | Biarritz, Franciaország         | Salak      | Alekszandra Panova  | Erika Sema Roxane Vaisemberg         | 6–2, 6–1         |
| Győztes  | 10. | 2012. május 13.     | Cagnes-sur-Mer, Franciaország   | Salak      | Alekszandra Panova  | Marosi Katalin Renata Voráčová       | 7–5, 4–6, [10–6] |
| Győztes  | 11. | 2024. április 21.   | Calvi, Franciaország            | Kemény     | Valentina Ryser     | Sarah Beth Grey Amandine Hesse       | 6–3, 6–2         |

## Eredményei Grand Slam-tornákon

### Egyéniben
| Grand Slam | Australian Open | Australian Open  | Roland Garros  | Roland Garros     | Wimbledon      | Wimbledon          | US Open        | US Open                |
| Év         | Eredmény        | Utolsó ellenfél  | Eredmény       | Utolsó ellenfél   | Eredmény       | Utolsó ellenfél    | Eredmény       | Utolsó ellenfél        |
| 2008       | Selejtező (Q3)  | Julia Schruff    | Selejtező (Q1) | Olga Puchkova     | 2. kör         | Serena Williams    | Selejtező (Q2) | Roberta Vinci          |
| 2009       | Selejtező (Q3)  | Stéphanie Dubois | 1. kör         | Yanina Wickmayer  | 2. kör         | Dominika Cibulková | 1. kör         | Kristina Barrois       |
| 2010       | 1. kör          | Serena Williams  | −              | −                 | −              | −                  | 2. kör         | Lourdes Domínguez Lino |
| 2011       | Selejtező (Q1)  | Ana Tatisvili    | Selejtező (Q1) | Mandy Minella     | Selejtező (Q1) | Aleksandra Wozniak | 1. kör         | Agnieszka Radwańska    |
| 2012       | 2. kör          | Sorana Cîrstea   | 2. kör         | Petra Kvitová     | 1. kör         | Marina Eraković    | 1. kör         | Roberta Vinci          |
| 2013       | 1. kör          | Jamie Hampton    | 2. kör         | Dinah Pfizenmaier | 2. kör         | Alison Riske       | 2. kör         | Sloane Stephens        |
| 2014       | −               | −                | 1. kör         | M Rybáriková      | 1. kör         | Angelique Kerber   | Selejtező (Q2) | Selejtező (Q2)         |
| 2015       | 1. kör          | Zarina Dias      | Selejtező (Q1) | Selejtező (Q1)    | 2. kör         | Samantha Stosur    | 1. kör         | Magda Linette          |
| 2016       | 1. kör          | Ana Konjuh       | −              | −                 | Selejtező (Q2) | Selejtező (Q2)     | Selejtező (Q1) | Selejtező (Q1)         |
| 2017–2019  | −               | −                | −              | −                 | −              | −                  | −              | −                      |
| 2020       | Selejtező (Q1)  | Selejtező (Q1)   | −              | −                 | elmaradt       | elmaradt           | −              | −                      |
| 2021       | −               | −                | Selejtező (Q1) | Selejtező (Q1)    | Selejtező (Q3) | Selejtező (Q3)     | Selejtező (Q2) | Selejtező (Q2)         |
| 2022       | Selejtező (Q1)  | Selejtező (Q1)   |                |                   |                |                    |                |                        |

### Párosban
| Grand Slam | Australian Open            | Australian Open                  | Roland Garros                   | Roland Garros                      | Wimbledon                  | Wimbledon                     | US Open                    | US Open                        |
| Év         | Eredmény Partner           | Utolsó ellenfél                  | Eredmény Partner                | Utolsó ellenfél                    | Eredmény Partner           | Utolsó ellenfél               | Eredmény Partner           | Utolsó ellenfél                |
| 2008       | –                          | –                                | 1. kör Agnieszka Radwańska      | A Medina Garrigues V Ruano Pascual | –                          | –                             | 1. kör Agnieszka Radwańska | Jen Ce Cseng Csie              |
| 2009       | 2. kör Agnieszka Radwańska | Samantha Stosur Rennae Stubbs    | Negyeddöntő Agnieszka Radwańska | Hszie Su-vej Peng Suaj             | 1. kör Agnieszka Radwańska | B Mattek-Sands Nagyja Petrova | 1. kör Agnieszka Radwańska | İpek Şenoğlu J Svedova         |
| 2010       | 1. kör Alberta Brianti     | A Klejbanova Francesca Schiavone | –                               | –                                  | –                          | –                             | 1. kör Alberta Brianti     | Cara Black Anastasia Rodionova |
| 2011       | –                          | –                                | –                               | –                                  | 2. kör Arina Rodionova     | Liezel Huber Lisa Raymond     | –                          | –                              |
| 2012       | 2. kör K Jans-Ignacik      | Marija Kirilenko Nagyja Petrova  | 1. kör Polona Hercog            | Csuang Csia-zsung Vera Dusevina    | 3. kör Agnieszka Radwańska | Sara Errani Roberta Vinci     | –                          | –                              |
| 2013       | –                          | –                                | –                               | –                                  | –                          | –                             | –                          | –                              |

## Év végi világranglista-helyezései
| Év     | 2005  | 2006 | 2007 | 2008 | 2009 | 2010 | 2011 | 2012 | 2013 | 2014 | 2015 | 2016 | 2017 | 2018 | 2019 | 2020 | 2021 | 2022 | 2023 |
| Egyéni | 1025. | 310. | 288. | 127. | 66.  | 191. | 109. | 31.  | 43.  | 180. | 95.  | 260. | 524. | 330. | 277. | 286. | 210. | 420. | 450. |
| Páros  | 305.  | 251. | 154. | 112. | 88.  | 239. | 106. | 99.  | −    | −    | −    | −    | −    | −    | −    | −    | 806. | −    | 597. |